# Frans de Haan (voetballer)
Franciscus Wilhelmus (Frans) de Haan (Ginneken en Bavel, 1 december 1897 – Amsterdam, 19 maart 1974) was een Nederlands voetballer, cricketspeler en golfspeler.

## Biografie
Frans de Haan was de zoon van Wilhelmus Antonius Johannes Petrus de Haan en Maria Francisca Zegveld. Hij trouwde op 29 februari 1924 met Neeltje Alida Regter en had drie kinderen. Zijn jongste zoon Frans werd basketballer.
In 1917 werd hij lid van de AFC Ajax. Hij speelde van 1918 tot 1920 bij Ajax als linksbuiten. Van zijn debuut in het kampioenschap op 4 november 1917 tegen UVV tot zijn laatste wedstrijd op 10 oktober 1920 tegen HVV speelde de Haan in totaal 57 wedstrijden en scoorde 24 doelpunten in het eerste elftal van Ajax.
In 1938 werd hij benoemd tot Lid van Verdienste van Ajax.
Hij overleed op 19 maart 1974 op 76-jarige leeftijd.

## Statistieken
| Club  | Seizoen | Competitie | Competitie | Beker | Beker | Totaal | Totaal |
| Club  | Seizoen | Wed.       | Dlp.       | Wed.  | Dlp.  | Wed.   | Dlp.   |
| ----- | ------- | ---------- | ---------- | ----- | ----- | ------ | ------ |
| Ajax  | 1917/18 | 23         | 11         | ?     | ?     | 23     | 11     |
| Ajax  | 1918/19 | 14         | 6          | -     | -     | 14     | 6      |
| Ajax  | 1919/20 | 19         | 6          | -     | -     | 19     | 6      |
| Ajax  | 1920/21 | 1          | 1          | -     | -     | 1      | 1      |
| Total | Total   | 57         | 24         | ?     | ?     | 57     | 24     |